# 사코 가게아키
사코 가게아키(일본어: 酒匂 景信, 1850년 9월 20일~1891년 3월 15일)는 일본의 군인이다. 중국 만주에 있는 광개토대왕릉비를 발견해 일본에 알린 인물이며, 이 과정에서 광개토왕비의 개축설에 휘말렸지만 이는 사실이 아닌 것으로 밝혀졌다.